# アレロン・ルジェロ
アレロン・ルジェロ（Allelon Ruggiero ）は、アメリカ合衆国の俳優、音楽家。

## 出演作
- いまを生きる(1989年) - スティーヴン・ミークス
- ロー&オーダー(1990年)
- マネキン2(1991年)
- 12モンキーズ(1995年) -患者役
- スティーヴン・キング/痩せゆく男(1996年)
- 悪魔を憐れむ歌(1998年)
- 殺戮職人芝刈男（2003年）- アレン・アンダーソン